# Apamea rosea
Apamea rosea là một loài bướm đêm trong họ Noctuidae.